# Diacamma

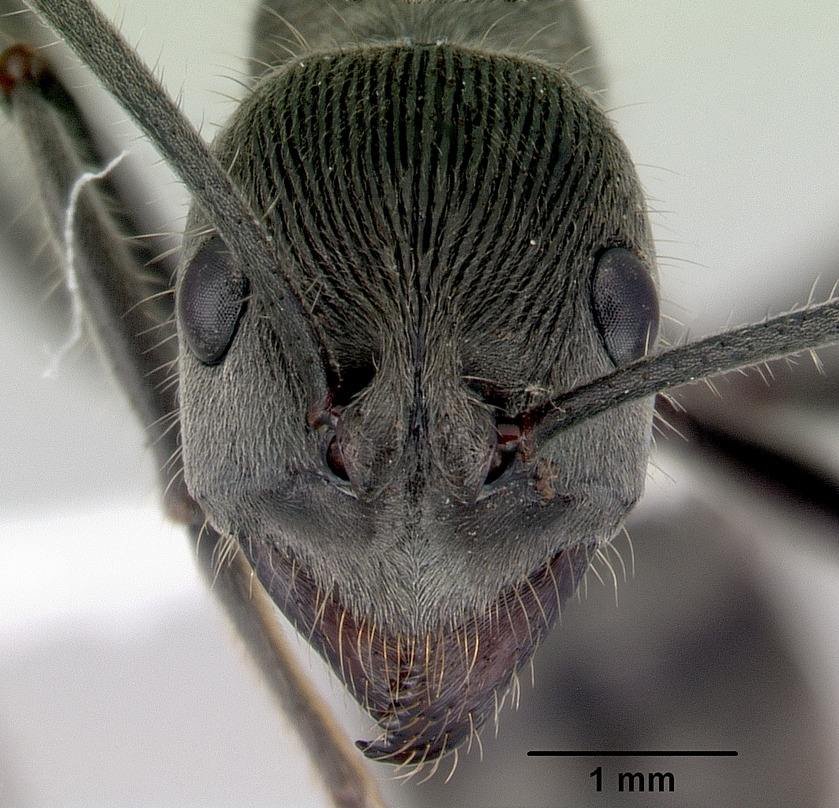
Diacamma australe

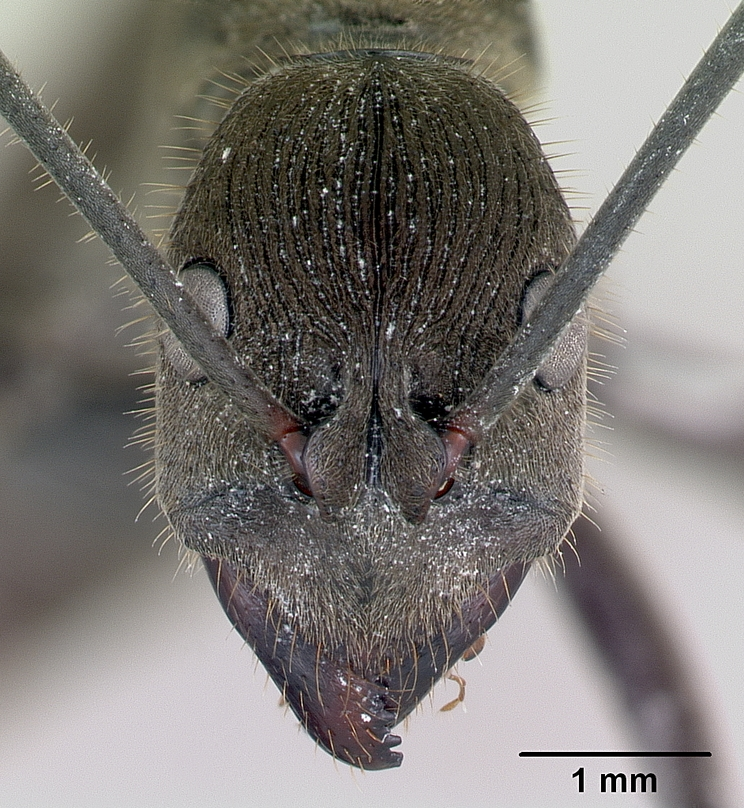
Diacamma scalpratum

Diacamma (лат.) — род муравьёв (Formicidae) из подсемейства Ponerinae. Около 40 видов, обитающих в тропических районах Азии и Австралии. От муравьёв из других родов отличаются двумя шипиками на петиоле и утратой в ходе эволюции касты цариц, которую заменяют рабочие-гамэргаты. У них на груди обнаружено уникальное образование — «геммы».

## Распространение
Юго-Восточная Азия и Австралазия: встречаются от Индии и южного Китая до Индонезии и Австралии.

## Описание
Крупные муравьи (длиной около 1 см: рабочие — от 8 до 16 мм), серовато-чёрного цвета (самцы светлее, коричневые и жёлтые). Усики 12-члениковые (у самцов — 13), булава отсутствует. Глаза крупные, выпуклые. Мандибулы треугольные с 11—13 зубчиками. Нижнечелюстные щупики рабочих 4-члениковые, а нижнегубные могут состоять из четырёх или трёх сегментов (формула щупиков рабочих — 4,4 или 4,3; у самцов — 6,4). Скульптура глубокая, бороздчатая. Мезосома перед метанотальными дыхальцами с глубокими геммальными ямками (gemmal pits). Голени с двумя шпорами (простой и гребенчатой). Стебелёк между грудкой и брюшком состоит из одного членика: петиоль крупный, узловидный, сверху двушиповатый. Жало развито. Самцы крылатые, с маленькой головой и крупными глазами, оцеллии развиты (у рабочих оцеллии отсутствуют). Семьи малочисленные и состоят из пары сотен муравьёв. Настоящие матки отсутствуют, функцию размножения выполняют оплодотворённые рабочие особи — гамэргаты (Gamergate). Муравьи фуражируют в наземном ярусе, на почве. Хищники, охотятся на членистоногих. Рабочие D. ceylonense охотятся в основном на термитов, но они также ловят множество других беспозвоночных. Около четверти населения колонии становится фуражирами, независимо от размера колонии. Муравейники располагаются в земле и в гнилой древесине.

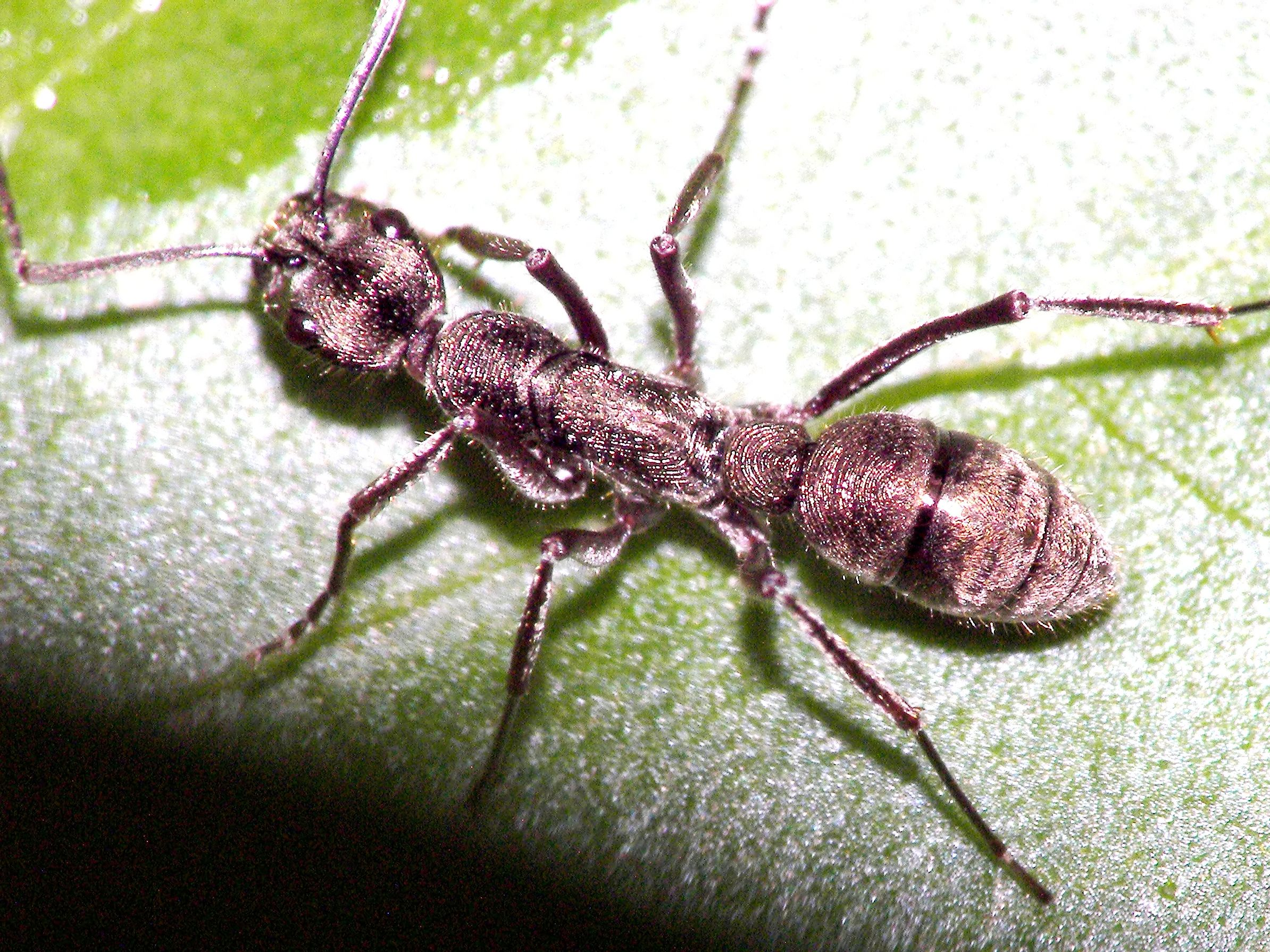
Diacamma rugosum, рабочий
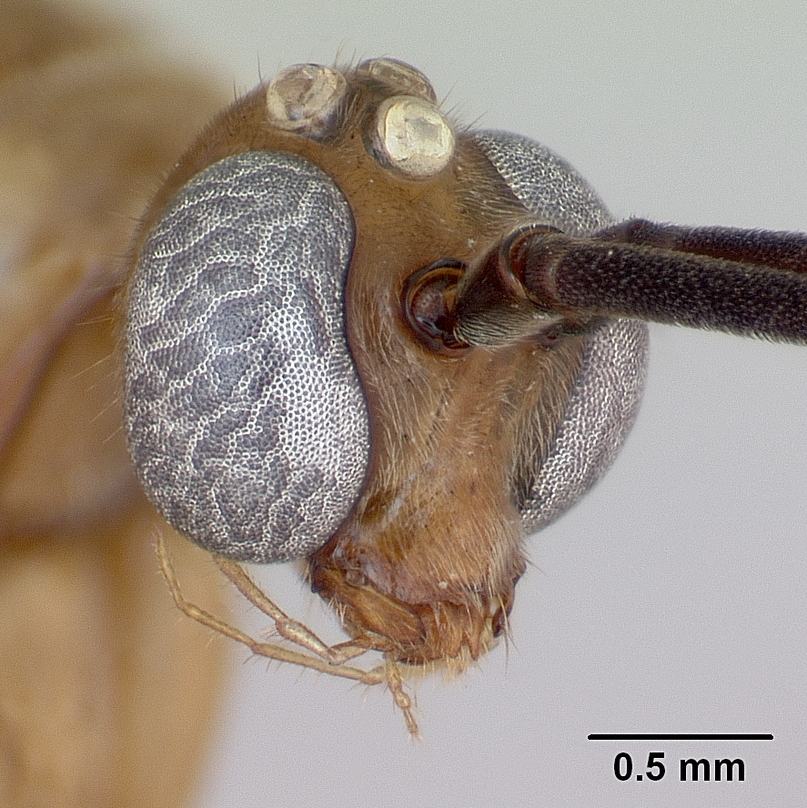
Голова самца, Diacamma scalpratum
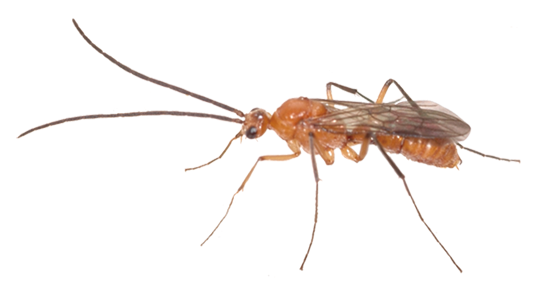
Самец

Численность семей составляет от 12 до 450 особей. В том числе у некоторых хорошо изученных видов среднее число рабочих в семье составляет: 82 (D. indicum), 129 (D. australie), 214 (D. cyaneiventre), 230 (D. ceylonense), 273 (D. «nilgiri», неописанный вид близкий к D. ceylonense). У большинства видов все стадии развития расплода наблюдаются весь год. У вида D. ceylonense идентифицировано четыре возраста личинок. Личиночный период длится около 21 дня, с примерно 50-кратным увеличением их веса. Куколочный период проходит около 21 дня.

### Геммы
В 1991 году тщательные наблюдения привели к открытию у некоторых рабочих особей пары пузыревидных железистых придатков, расположенных сбоку на груди, размером менее 0,4 мм. Эти уникальные микроструктуры получили название «геммы» (gemmae). Как выяснилось, ими обладают только репродуктивные особи колонии — гамэргаты. Геммы по своему месту расположения гомологичны передним крыльям самок. Они имеются у всех рабочих (самок) при выходе из куколки, но в течение дня они исчезают. Прямые поведенческие наблюдения показали, что геммы теряются при их физическом удалении гамэргатами с помощью других соплеменников. Это подтвердило вывод, что у Diacamma отсутствуют морфологически отличающаяся каста маток, а удаление гемм приводит к дифференциации рабочих от других потенциально тотипотентных особей. У вида D. australe каждая гемма на своей поверхности содержит много волосков и пор и заполнена железистыми клетками, соединенными с протоками. Это указывает на то, что геммы выполняют экзокринные функции и, возможно, постоянно производят небелковые выделения. В то время как бо́льшая часть ткани имагинального диска переднего крыла дегенерирована, некоторые из этой области и её окрестностей дифференцируются в гемму на более поздних стадиях развития куколки. Поскольку известно, что ни одно другое крыло среди насекомых не имеет железистых клеток или чувствительных волосков, распределённых так, как в геммах, гемма и геммарий (полость, в которой находится гемма) считаются уникальным признаком самок-гамэргатов рода Diacamma. Функции гемм остаются неясными, но, предположительно, они играют роль в репродуктивном доминировании и спаривании.

### Спаривание
У представителей рода Diacamma наблюдается необычно продолжительный период копуляции между будущим гамэргатом (самкой) и самцом. Как и некоторые другие муравьи (например, Pogonomyrmex и Dinoponera), самец Diacamma формирует «суицидальный замок» с самкой, к которой он остается прикрепленным на протяжении до двух суток. Причина этого явления неизвестна. Передача спермы происходит в первые минуты спаривания, поэтому для этой цели столь продолжительное совокупление не требуется, однако оно может быть средством защиты партнера, тактикой, чтобы помешать другим самцам спариваться с самкой. В соответствии с этой гипотезой, большинство видов этого рода моноандрозные (то есть будущая матка спаривается только с одним самцом).
Поскольку у самок Diacamma отсутствуют крылья (рабочие и гамэргаты постоянно бескрылые), они должны привлекать самцов для спаривания внутри гнезда. Это достигается сексуальным призывом у входа в гнездо или в непосредственной близости от него, когда девственная самка трётся задними лапами о брюшко и высвобождает половые феромоны из метатибиальных желёз.

### Биохимия
В составе различных желёз обнаружено несколько феромонных веществ, включая:
- метилбутират (C5H10O22) (в ядовитой железе)
- ундекан-2-он (C11H22O) (в ядовитой железе)
- 1-гептадецен (C17H34) (в дюфуровой железе)

### Генетика
Диплоидный набор хромосом у рабочих Diacamma rugosum: 2n = 14, гаплоидный набор у самцов: n = 7.

### Муравейники
Гнёзда относительно простые, максимум с шестью камерами, соединены с внешним миром одним входом.
Большинство исследованных гнёзд были одиночными и находились под землёй (максимальная глубина — 80 см), но гнезда D. indicum и D. rugosum располагались в полых ветвях, сучках живых деревьев, в пустотелых кокосовых орехах (в их оболочке) и трещинах в стенах. Алюминиевые отливки гнезд D. indicum демонстрируют относительную однородность структуры с единственной камерой, оканчивающейся глухим туннелем, который, возможно, действует как сток или свалка. Множество симбионтов и сожителей (например, тараканы, сверчки, псевдоскорпионы и муравьи Strumigenys) были обнаружены населяющими 75 % гнёзд Diacamma на острове Ява. В гнёздах другого вида Diacamma в Малайзии был обнаружен паразитический муравей Polyrhachis lame.

### Паразитоиды
В 2015 году в Таиланде был обнаружен первый паразитоид муравьёв рода Diacamma. В коконах Diacamma scalpratum был найден наездник Schizaspidia diacammae (Chalcidoidea: Eucharitidae), названный по имени рода муравьёв. Личинка наездника питается куколкой, находящейся внутри муравьиного кокона.

## Систематика
Diacamma представляет собой хорошо очерченную монофилетическую группу, включающую около 40 видов. Род был впервые выделен в 1862 году австрийским мирмекологом Густавом Майром на основании типового вида Ponera rugosa Le Guillou, 1842 (Diacamma rugosum).
В 2009 году Крис Шмидт (Schmidt, 2009), проведя молекулярно-генетический филогенетический анализ подсемейства понерины, включил род Diacamma в состав родовой группы Ponera Group из трибы Ponerini (вместе с родами Belonopelta, Cryptopone, Ectomomyrmex, Emeryopone, Ponera, Pseudoponera) в качестве корневой клады.
- Diacamma aequale Zettel et al., 2016[11]
- Diacamma assamense Emery, 1897[1]
- Diacamma aureovestitum Zettel et al., 2016[11]
- Diacamma australe (Fabricius, 1775)[1]
- Diacamma baguiense Wheeler & Chapman, 1925[14]
- Diacamma bispinosum (Le Guillou, 1842)[1]
- Diacamma brevistriatum Laciny, Pal & Zettel, 2015[2]
- Diacamma caeruleum Laciny, Pal & Zettel, 2015 [2]
- Diacamma carbonarium  Laciny, Pal & Zettel, 2015 [2]
- Diacamma ceylonense Emery, 1897[1]
- Diacamma colosseense Forel, 1915[1]
- Diacamma concentricum Wheeler W.M. & Chapman, 1925[14]
- Diacamma cupreum (Smith, 1860)[1]
- Diacamma cyaneiventre André, 1887[1]
- Diacamma excellens Zettel et al., 2016[11]
- Diacamma generali  Laciny, Pal & Zettel, 2015[2]
- Diacamma geometricum  Smith, F., 1857[2]
- Diacamma gusenleitneri Zettel et al., 2016[11]
- Diacamma holosericeum (Roger, 1860)[1]
- Diacamma holzschuhi  Laciny, Pal & Zettel, 2015[2]
- Diacamma indicum Santschi, 1920[1]
- Diacamma intricatum (Smith, 1857)[1]
- Diacamma jacobsoni Forel, 1912[1]
- Diacamma jaitrongi Zettel et al., 2016[11]
- Diacamma leve Crawley, 1915[1]
- Diacamma leyteense Zettel et al., 2016[11]
- Diacamma longitudinale Emery, 1889[1]
- Diacamma magdalenae Laciny, Pal & Zettel, 2015[2]
- Diacamma orbiculatum Santschi, 1932[1]
- Diacamma palawanicum Emery, 1900[1]
- Diacamma pallidum (Smith, 1858)[1]
- Diacamma panayense Wheeler & Chapman, 1925[14]
- Diacamma purpureum (Smith, 1863)[1]
- Diacamma reductostriatum Zettel et al., 2016[11]
- Diacamma rugivertex Emery, 1902[1]
- Diacamma rugosum (Le Guillou, 1842)typus
- Diacamma scalpratum (Smith, 1858)[2]
- Diacamma schoedli Shattuck & Barnett, 2006[15]
- Diacamma sikkimense Forel, 1903[1]
- Diacamma symposium Zettel et al., 2016[11]
- Diacamma timorense Emery, 1887[1]
- Diacamma vagans Smith, F., 1860[2]
- Diacamma violaceum Forel, 1900[1]
- Diacamma viridipurpureum Emery, 1893[1]
  - Diacamma viridipurpureum quezonicum Laciny, Pal & Zettel, 2015[2]